# José Adriano Borges de Carvalho
José Adriano Borges de Carvalho (Praia da Vitória, 26 de Julho de 1947) é um advogado e político açoriano, que, entre outras funções, foi membro da Junta Regional dos Açores, deputado e líder partidário.